# 煙の都

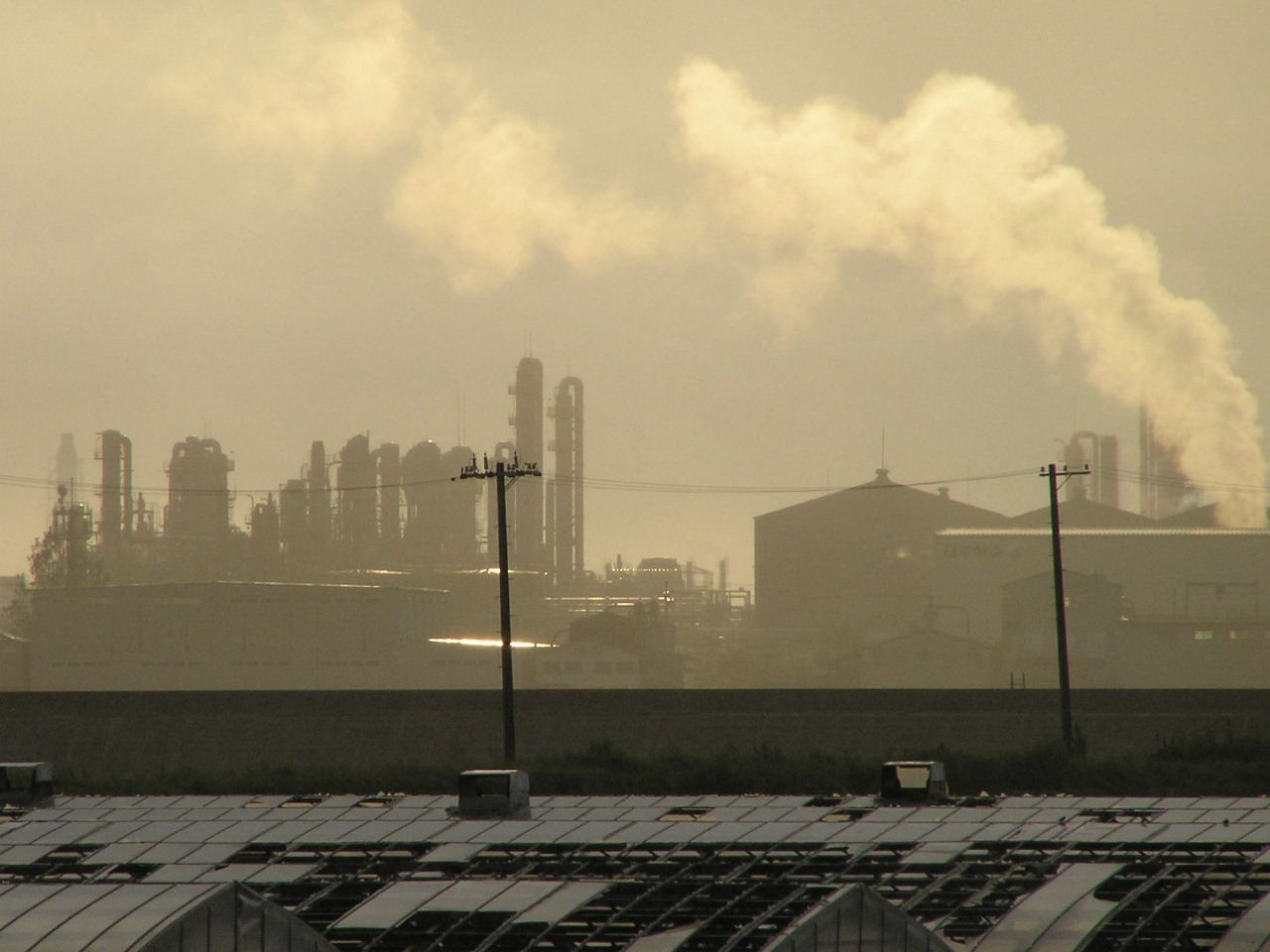
煙を吐き出す工業地帯

煙の都（けむりのみやこ）とは、大工業都市を形容した代名詞である。

## 概要
日本においては、大正時代から昭和時代前期頃までの大阪市などのことを指していた。「煙の都」とは大阪市の代名詞である「水の都」をもじったものでもある。特に工場が集まっていた港区周辺では、工場の煤煙により、50メートル先が見えなかった。洗濯物は全て家の中で干していたという。
賀川豊彦は自身が大阪市長になって大阪市民を火星に移住させるという風刺小説を書いている。
戦後では、北九州市や四日市市などの全国の工業都市において、大気汚染が深刻になり、四日市ぜんそくなどの公害を引き起こすなど、それらの都市は煙の都と称されるようになった。
環境対策が進んだ現在では、煙の都と称される都市は日本には存在しない。